# Масдейк (Гуксе-Вард)
Масдейк (нід. Maasdijk) — селище в нідерландській провінції Південна Голландія. Входить до муніципалітету Гуксе-Вард. Наразі у селищі нараховується близько 30-50 будинків.